# Helfenberg (Dresden)
Helfenberg ist ein Ortsteil im Osten der sächsischen Landeshauptstadt Dresden. Er gehört zur Ortschaft Schönfeld-Weißig.

## Geografie

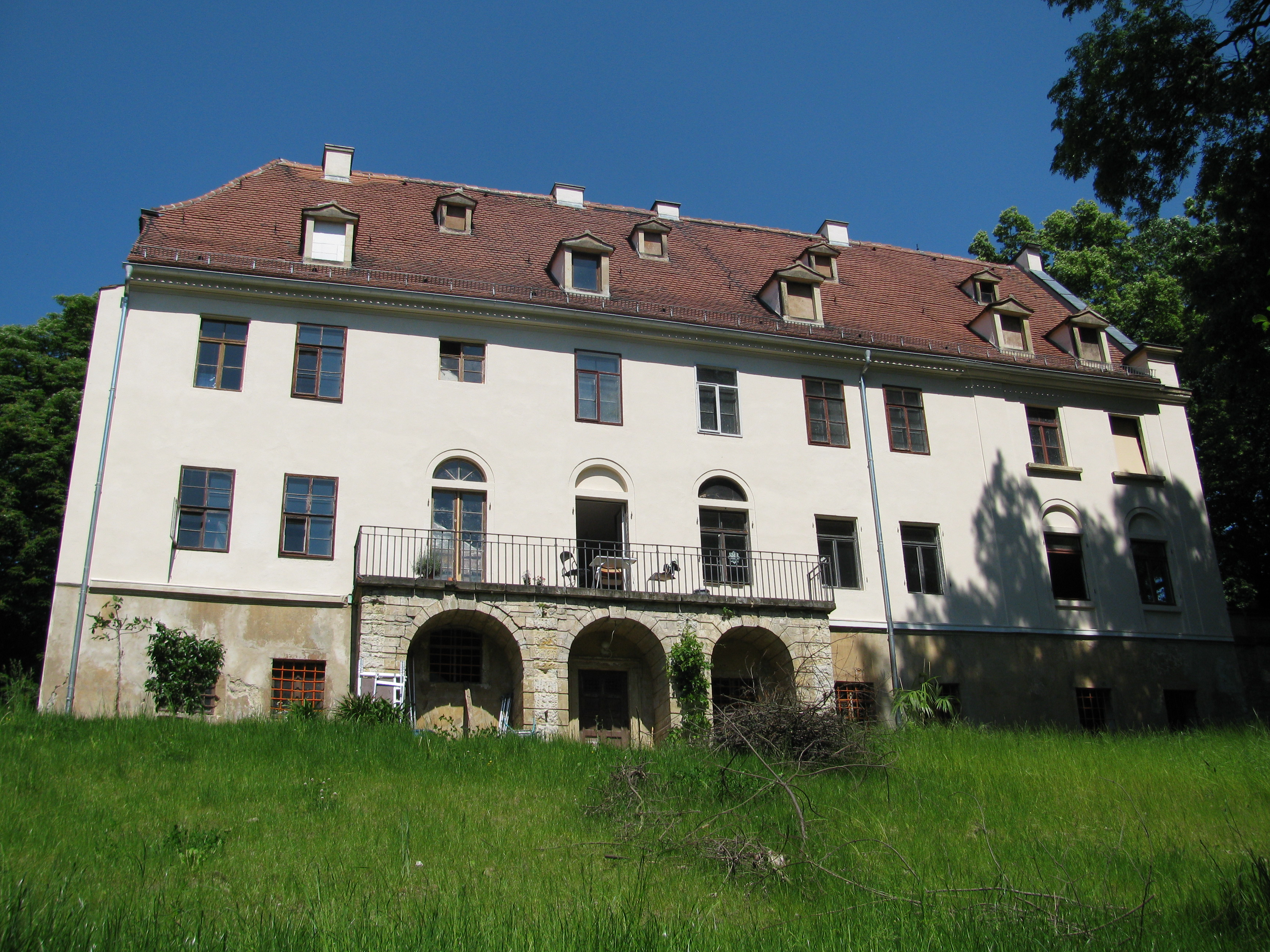
Herrenhaus Helfenberg

Helfenberg liegt 9 km östlich des Dresdner Stadtzentrums, der Inneren Altstadt, und 1 km nördlich von Rockau im Schönfelder Hochland. Die Dresdner Elbhänge, die den Steilabfall in den Elbtalkessel bilden, liegen direkt südwestlich von Rockau. Die Helfenberger Ortslage in einer Höhe von etwa 260 m ü. NN übertrifft die Talsohle der nur in reichlich 2 km Entfernung verlaufenden Elbe deutlich. Der Ortsteil wird im Westen und Norden in Richtung Pappritz und Gönnsdorf vom Helfenberger Grund begrenzt. Nach Osten und Süden bildet die landwirtschaftlich genutzte Hochfläche den Übergang zu den anderen benachbarten Ortsteilen. Dies sind Cunnersdorf, Eichbusch und Rockau. Helfenberg gehört zum statistischen Stadtteil Gönnsdorf/Pappritz.
Mit den benachbarten Ortsteilen Rockau und Eichbusch liegt Helfenberg in einer gemeinsamen Gemarkung. Sie wurde zwar formell nach dem früheren Gutsherrensitz Helfenberg benannt, ist aber flächenmäßig mit dem ehemaligen Gemeindegebiet von Rockau identisch. Der eigentliche Ortsteil Helfenberg liegt im Norden dieser Gemarkung. Er umfasst im Wesentlichen einen großen Gutshof mit dem Schloss Helfenberg und wenige kleinere Häuser in dessen Nachbarschaft. Auch der etwa 800 m weiter südwestlich nahe Niederpoyritz im Helfenberger Grund gelegene Gebäudekomplex der historischen Chemischen Fabrik Helfenberg gehört zu dem kleinen Ortsteil, dessen dörflicher Charakter sich erhielt.
Das direkte Umland ist ländlich geprägt; die wichtigste Grünfläche im Ortsteil ist der Helfenberger Park, in dem sich auch das Naturdenkmal (ND 78) Hänge-Buchen im Helfenberger Park befindet. Das Sturmtief Niklas entwurzelte 2015 die mächtigere der beiden seit 1958 unter Schutz stehenden Hänge-Buchen. An Wurzelballen des es als Totholz im Park verbliebenen Baums erfolgte eine Nachpflanzung.
Der Ortsteil wird durch die Straße Am Helfenberger Park erschlossen. Der Helfenberger Weg führt nach Cunnersdorf, der Rockauer Ring nach Rockau und die Helfenberger Straße nach Eichbusch. Durch den Helfenberger Grund führt ein Weg nach Niederpoyritz. Einziges öffentliches Verkehrsmittel in Helfenberg ist die vom Verkehrsdienstleister Müller Busreisen betriebene Buslinie 98B, die von Borsberg über Schönfeld nach Niederpoyritz verkehrt.

## Geschichte
Der Ortsname Helfenberg bedeutet „Zum helfenden, Schutz bietenden Berg“ und entstammt der Burg Helfenberg, die sich auf einem Bergsporn am Helfenberger Grund befand und von deren Ruine nur noch wenige Spuren zeugen. Sie wurde 1350 erstmals als Castrum Helfenberg in districtu Dresden situm erwähnt, stammt aber aus der Zeit der Deutschen Ostsiedlung und bestand somit vermutlich schon mehr als 100 Jahre vorher. Im Jahr 1397 nennt eine Urkunde die Örtlichkeit czum Helffenberge; 1410 wird sie als sloss Helffinberg bezeichnet. Der Name zum Helffenberge ist aus dem Jahr 1505 überliefert.
Die Burgherren ließen zur Bewirtschaftung der näheren Umgebung östlich der Burg ein Vorwerk errichten, das 1420, 1486 und auch 1539 als solches genannt wird. Fraglich ist, ob es in einem bereits bestehenden, ursprünglich von Slawen besiedelten Bauernweiler oder an einem unbesiedelten Ort gegründet wurde. Aus diesem Vorwerk, für das die untergebenen Bauern Frondienste zu leisten hatten und dessen Gutsblöcke in der Blockflur von Rockau lagen, entwickelte sich der heutige Ortsteil Helfenberg, der nach Schönfeld eingepfarrt ist.

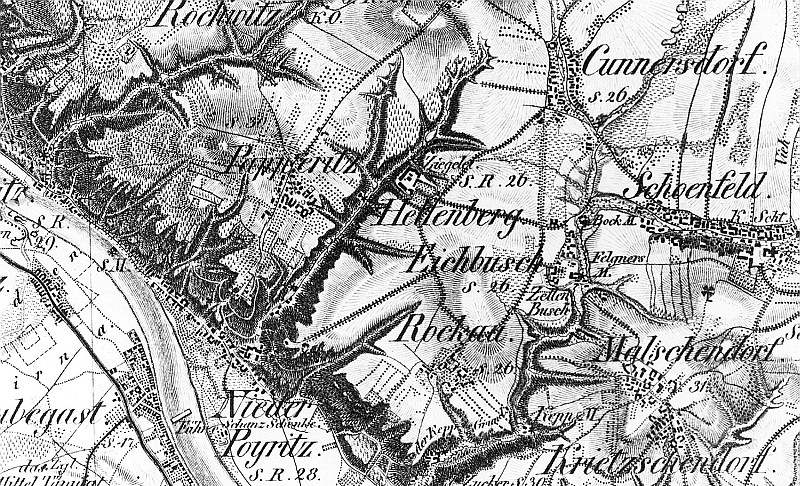
Helfenberg und benachbarte Dörfer auf einer Karte von 1821

Im 14. Jahrhundert gehörte die Herrschaft Helfenberg den Burggrafen von Dohna. Ab 1397 befand sie sich im Besitz der Herren von Ziegler; bereits um 1400 ging sie an den damaligen meißnischen Markgrafen Friedrich IV. über und wurde zum Krongut. Die einflussreiche Dresdner Bürgerfamilie Kundig erhielt Helfenberg 1445, ab 1510 übte das Adelsgeschlecht Karras die Grundherrschaft aus. Im Jahr 1535 wurden die Herren von Carlowitz die neuen Besitzer, ehe Kurfürst Moritz das Gut Anfang der 1550er Jahre an Hans von Dehn-Rothfelser übertrug. Dessen Erben hatten noch bis 1760 Zinsrechte in Helfenberg inne.
Um die Mitte des 16. Jahrhunderts erfolgte der Umzug des Gutsherren von der Burg in das auf dem Vorwerksgelände neu errichtete Herrenhaus, das Schloss Helfenberg. Die Burg war zwar auch danach vorerst noch bewohnbar und trotzte den Angriffen im Dreißigjährigen Krieg, verfiel jedoch ab dem 17. Jahrhundert und wurde im 18. Jahrhundert größtenteils abgerissen.
Zum aus dem Vorwerk hervorgegangenen, nunmehrigen Rittergut gehörten im Jahr 1627 neben dem Herrenhaus auch eine Scheune, Ställe, Gärten, eine Ziegelei, eine Brauerei, eine wassergetriebene Mühle und mehrere, hauptsächlich zur Fischzucht genutzte Teiche. Aus der gutseigenen Schäferei, die ihrerseits zu einem Vorwerk Helfenbergs wurde, entwickelte sich später der benachbarte Ortsteil Eichbusch; insgesamt 13 Dörfer unterstanden damals der Herrschaft Helfenberg.
Südlich des Herrenhauses legte man vermutlich zu Beginn des 17. Jahrhunderts einen Park an. Als sich Helfenberg im frühen 19. Jahrhundert im Besitz des Earls Findlater befand, wurde er im englischen Stil umgestaltet. Die Gutswirtschaft ging 1811 an dessen Lebensgefährten und Privatsekretär Johann Georg Christian Fischer über, der bis zu seinem Tod 1860 in Helfenberg lebte.
Im Jahr 1872 übernahm der Chemiker Eugen Dieterich die gutseigene Mühle im Helfenberger Grund, die mittlerweile zu einer Papiermühle geworden war. Er stellte hier Heftpflaster und andere medizinische und pharmazeutische Erzeugnisse her und gründete die Chemische Fabrik Helfenberg. Spätestens mit ihrer Umwandlung in eine Aktiengesellschaft 1898 wurde diese Chemiefabrik zu einem international exportierenden Großunternehmen, das erst in der DDR-Zeit enteignet wurde. Heute befinden sich hier vorwiegend Gewerbeflächen.

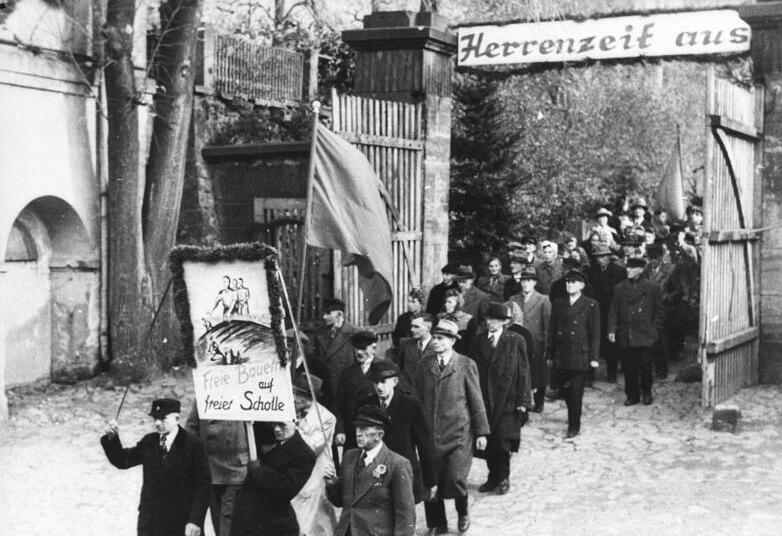
Bodenreform 1945 in Helfenberg

Die Albertiner, das sächsische Königshaus, übernahmen das Helfenberger und auch das benachbarte Gönnsdorfer Rittergut im Jahr 1878. Die Bewirtschaftung erfolgte durch wechselnde Pächter. Nach der Abschaffung der Monarchie verwaltete der Hausverein albertinischer Linie e. V. das Gut, wodurch die Wettiner nach wie vor die Grundherren waren. Nach dem Zweiten Weltkrieg wurden sie dann im Rahmen der Bodenreform enteignet. Die Ländereien verteilte man an Neubauern; Helfenberg war zuvor schon Teil der Landgemeinde Rockau geworden. Ein Großteil des Gutshofs wurde bis 1990 landwirtschaftlich genutzt. Heute stehen die Häuser überwiegend leer.
Im 20. Jahrhundert kamen nur sehr wenige neue Gebäude zum Ortsbild dazu. Am 1. Januar 1994 schloss sich Rockau und damit auch Helfenberg mit weiteren Gemeinden des Umlands zu Schönfeld-Weißig zusammen. Exakt fünf Jahre später wurde dieses nach Dresden eingemeindet und Rockau mit Eichbusch und Helfenberg bildet seither einen Ortsteil der Landeshauptstadt.

### Einwohnerentwicklung
| Jahr | Einwohner    |
| ---- | ------------ |
| 1834 | 132          |
| 1871 | 139          |
| 1890 | 137          |
| 1910 | siehe Rockau |

## Personen
- Eugen Dieterich (* 1840 in Waltershausen (Unterfranken); † 1904 in Helfenberg), deutscher Chemiker und Pionier der pharmazeutischen Industrie in Deutschland
- Max Uhlig (* 1937 in Dresden), deutscher Maler, wohnt in Helfenberg auf dem Gelände der ehemaligen Chemischen Fabrik